# اسلابريم
اسلابريم (Iclaprim) (دواء دولي غير مسجل الملكية) ، الذي يحمل الاسم الرمزي AR-100 وRO-48-2622، هو عبارة عن دي أمينو بيريميدين الزمرة الدوائية من مضادات الجراثيم. هو فحصيا مضاد حيوي واسع الطيف لعلاج الجلد ،تركيب الجلد والالتهابات المعقدة. فعال ضد الكائنات إيجابية الغرام التي يجري تطويرها يرتبط بنيويا مع التريميثوبريم. في المرحلة الثالثة تجربة سريرية علاج وريديا - تم العثور على أنه فعال بقدر كبير وأكثر تحملا من اللنزوليد في الأشخاص الذين يعانون من التهابات الجلد، البشرة الحساسة والأنسجة الرخوة التي تسببها المكورات العنقودية الذهبية المقاومة للميثيسيلين (MRSA). في المختبر اسلابريم هو نشط للغاية لمكافحة MRSA،  المكورات العنقودية الذهبية  المقاومة للفانكومايسين (VRSA)، سلالات  العقدية الرئوية  المقاومة للعديد من المضادات الحيوية الشائعة، وبعض البكتيريا سالبة الجرام.
تم منح اسلابريم المسار السريع بوضع من قبل إدارة الغذاء والدواء

## الاستعمال الطبي
- التهابات الجلد المعقدة والتهابات الأنسجة الرخوة التي تسببها البكتيريا المقاومة للمضادات الحيوية.
- التهاب أنسجة الجلد الناجمة عن المكورات العنقودية الذهبية المقاومة للميتيسيلين.

## الأشكال الصيدلانية

اسلابريم وNADPH مرتبطة DHFR. إدخال PDB:. الأحماض الأمينية المختلفة تأحذ لونا مميزا.

- حقن وريدي
- يمكن أن تُؤخذ فموياً.

## ستيريوشيميستري
يحتوي اسلابريم على ستيريوسنتر ويتكون من اثنين إنانتيوميرس. هذا هو راسيمات، أي خليط 1: 1 من ( R ) و ( S ) - شكل:
| إنانتيوميرس من اسلابريم  | إنانتيوميرس من اسلابريم  |
| ------------------------ | ------------------------ |
| CAS-Number: 1208116-65-7 | CAS-Number: 1208116-66-8 |